# Nannastacus longirostris
Nannastacus longirostris är en kräftdjursart som beskrevs av Georg Ossian Sars 1879. Nannastacus longirostris ingår i släktet Nannastacus och familjen Nannastacidae. Inga underarter finns listade i Catalogue of Life.